# République-Klasse
Die République-Klasse war ein Klasse von zwei Schlachtschiffen (Einheitslinienschiff) der französischen Marine, die von 1907 bis 1936 in Dienst stand.

## Geschichte
Zum Zeitpunkt der Kiellegung war das Typschiff, die République, aufgrund der sehr langen Bauzeit bereits technisch veraltet. Das andere Schiff der Klasse, die Patrie, wurde im Ersten Weltkrieg im Mittelmeer eingesetzt. Im Jahr 1921 wurden die République und Patrie durch Schießübungen mit Artillerie durch die Marine zerstört.

## Einheiten
| Name       | Bauwerft                               | Kiellegung        | Stapellauf        | Indienststellung | Außerdienststellung |
| ---------- | -------------------------------------- | ----------------- | ----------------- | ---------------- | ------------------- |
| République | Arsenal de Brest                       | 27. Dezember 1901 | 4. September 1902 | 12. Januar 1907  | 21. Mai 1921        |
| Patrie     | Forges et Chantiers de la Méditerranée | 1. April 1902     | 17. Dezember 1903 | 1. Juli 1907     | 20. Juni 1921       |

## Technische Beschreibung

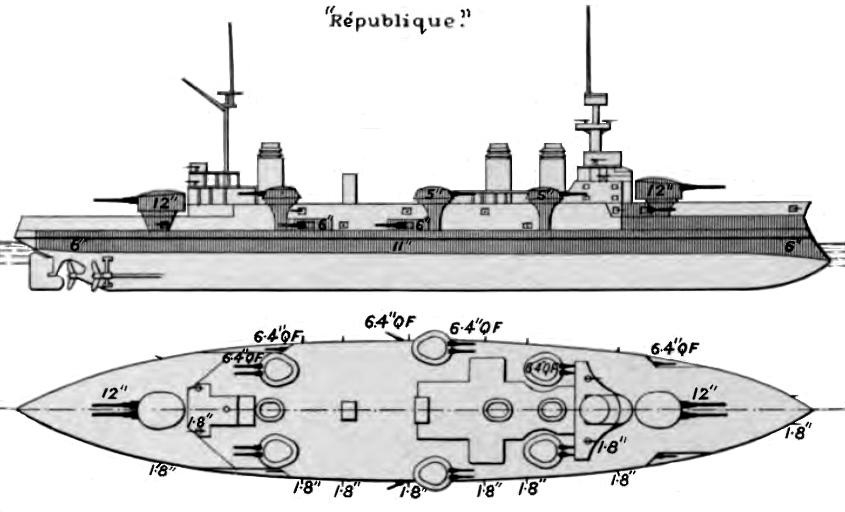
Darstellung der République-Klasse

Der Rumpf eines Schiffes der République-Klasse, unterteilt in wasserdichte Abteilungen, war 135,25 Meter lang, 24,26 Meter breit und hatte einen Tiefgang von 8,41 Metern.
Als Motor dienten eine Dreifach-Expansions-Schiffsdampfmaschine, welche über drei Schiffsschrauben die Antriebskraft übertrugen. Auf den Einbau von größeren Decksaufbauten wurde verzichtet, weil diese zu schwer für die Rumpfkonstruktion des Schiffes gewesen wären. 12 der 16,5-cm-Geschütze waren in 6 Zwillingstürmen auf dem Vorder- und Oberdeck verbaut. Zwei weitere der 16,5-cm-Geschütze befanden sich im vorderen Oberdeck und vier weitere im Hauptdeck des Schiffes.